# Ou Zixia
Ou Zixia (24 de setembro de 1995) é uma jogadora de hóquei sobre a grama chinesa.

## Carreira
Ou Zixia foi membro da equipe feminina de hóquei da Qianwei No. 1 Middle School. Em 2008, ela foi selecionada para a Seleção Nacional Júnior Feminina de Hóquei. Em 2012, ela ingressou na Equipe Profissional Provincial de Sichuan para treinamento e foi selecionada para a seleção nacional. Ela integrou a seleção chinesa nos Jogos Olímpicos de 2016 e 2020.
Nos Jogos Olímpicos de Verão de 2024, em Paris, conquistou a medalha de prata no torneio feminino do hóquei sobre a grama, após confronto na final contra a equipe holandesa por pênaltis.